# Otakar Schlossberger
Otakar Schlossberger (* 7. ledna 1958 Ostrava) je český právník a ekonom, zaměřený na oblast bankovnictví. V letech 2003–2007 působil jako první finanční arbitr České republiky.

## Život a profesionální kariéra
Vystudoval obory Finance a úvěr na Vysoké škole ekonomické (1981) a právo na Právnické fakultě UK (1990). V roce 2007 získal na VŠE doktorský titul v oboru Hospodářská politika a správa.
V bankovnictví, zejména v oblasti provozu a služeb, působí od roku 1981. Pracoval v SBČS, Komerční bance, České spořitelně a Raiffeisenbank. V roce 2008 byl jmenován předsedou představenstva družstevní záložny AKCENTA, spořitelní a úvěrní družstvo se sídlem v Hradci Králové. Na funkci rezignoval dne 9. května 2011. Nyní působí jako poradce v oblasti platebního styku a bankovnictví. V minulosti se angažoval v České bankovní asociaci, kde předsedal komisi pro platební styk a instrumenty, nyní je členem legislativně-právní komise Asociace družstevních záložen.
10. prosince 2002 byl Poslaneckou sněmovnou zvolen prvním finančním arbitrem v historii ČR. Výkonu funkce se ujal 1. ledna 2003. Jeho snahou bylo posílit prestiž a důvěru v české bankovnictví. Položil základ činnosti úřadu; vydal první Statut výkonu činnosti finančního arbitra a Organizační řád. Jeho funkční období skončilo 1. ledna 2008. Ačkoli znovu kandidoval, byl jeho nástupcem 27. října 2007 zvolen František Klufa ze Živnostenské banky. Jako důvod neúspěchu (11 hlasů proti 135) se uváděla malá razance při prosazování zájmů klientů, nedostatečná komunikace s odbornou veřejností a prohrané soudní spory.
Od roku 1997 působí jako pedagog na VŠE v Praze (katedra bankovnictví a pojišťovnictví) a od května 2010 rovněž jako vedoucí katedry bankovnictví a pojišťovnictví Vysoké školy finanční a správní. V roce 2009 byl zvolen do čestné funkce předsedy předsednictva sdružení SOS dětské vesničky ČR.

## Dílo
Otakar Schlossberger publikuje odborné statě např. v časopisech Bankovnictví nebo Ekonom. Podílel se na kampani Podepsat můžeš, přečíst musíš!. Je autorem učebních textů, např.
- Platební styk (2000)
- Elektronické platební prostředky (2005)
- Platební služby (2012)